# Цесьле (Свентокшиське воєводство)
Цесьле (пол. Cieśle) — село в Польщі, у гміні Красоцин Влощовського повіту Свентокшиського воєводства.
Населення — 746 осіб (2011).
У 1975-1998 роках село належало до Келецького воєводства.

## Демографія
Демографічна структура на день 31 березня 2011 року:
|          | Загалом | Допрацездатний вік | Працездатний вік | Постпрацездатний вік |
| -------- | ------- | ------------------ | ---------------- | -------------------- |
| Чоловіки | 378     | 88                 | 259              | 31                   |
| Жінки    | 368     | 81                 | 200              | 87                   |
| Разом    | 746     | 169                | 459              | 118                  |